# Bieno
Bieno (deutsch veraltet: Blein) ist eine italienische Gemeinde (comune) mit 462 Einwohnern (Stand am 31. Dezember 2023) in der Provinz Trient,  Region Trentino-Südtirol. Sie gehört zur Talgemeinschaft Comunità Valsugana e Tesino.

## Geographie
Bieno liegt etwa 33 Kilometer östlich von Trient am nördlichen Rand der Valsugana auf 815 m s.l.m. zwischen dem Monte Lefre (1305 m) im Süden und der Rava-Gruppe (2496 m) im Norden. Von Bieno führt die Strada provinciale 78 über den Passo della Forcella (910 m) auf die Hochebene von Tesino.

## Geschichte
Bieno wurde 1241 als Bleni erstmals urkundlich erwähnt, auch wenn der Ortsnamen möglicherweise vorrömischen Ursprungs ist. An Bieno führte jedenfalls die Römerstraße Via Claudia Augusta Altinate vorbei. In der Vergangenheit waren die Einwohner von Bieno als Wanderhändler und Steinmetze tätig und über den Ort hinaus bekannt. Der Granit wurde aus der nahen Rava-Gruppe gebrochen und verarbeitet. 
Im Ersten Weltkrieg verlief nach Beginn der österreichisch-ungarischen Frühjahrsoffensive die italienische Verteidigungslinie durch den Ort, weshalb Bieno schwer in Mitleidenschaft gezogen und nach dem Krieg fast vollständig wieder aufgebaut wurde. 
Im Zuge der 1927 beschlossenen faschistischen Gemeindereform wurde die Gemeinde Bieno 1928 aufgelöst und der Gemeinde Pieve Tesino angeschlossen. 1947 erhielt Bieno die Gemeinderechte wieder zurück.